# Schoor (Balen)
Schoor is een gehucht in de gemeente Balen in de Belgische provincie Antwerpen. Het ligt ten zuidoosten van het centrum van Balen.

## Geschiedenis
Schoor is een oude nederzetting, gegroeid uit een groep Kempense boerderijen, gegroepeerd rond en in de nabijheid van een driehoekig plein. Vermoedelijk maakte Schoor vroeger, samen met Scheps, deel uit van een bestuurlijke eenheid.
Centraal in het gehucht staat de Sint-Thomas van Kantelbergkapel, een 17e-eeuwse kapel waarvan de geschiedenis teruggaat tot de 15e eeuw.
Op Schoor-Dorp 27 bevindt zich het Pannenhuis. Hier bevond zich de laatbank van Scheps, die in 1267 door de Abdij van Munsterbilzen overgedragen werd aan de Abdij van Averbode. Hier zetelde ook de lagere schepenbank. Sinds 1402 werd de rechtspraak onderhorig aan de schepenbank van de Voogdij Mol-Balen-Dessel. Vermoedelijk werd het in hout en leem uitgevoerde bouwwerk in 1680 vervangen door een gebouw waarbij het vakwerk werd opgevuld met bakstenen in symmetrische figuren. Het gebouw had diverse functies, waaronder die van brouwerij en boerderij. Later trad verval in, en in 2000 werd het gebouw afgebroken om in 2001 te worden herbouwd. Door de functie van brouwerij kwam het Pannenhuis aan zijn naam: Paan of panne was de Oudnederlandse naam voor brouwketel. Een brouwerij was dus een paenhuys, later verbasterd tot Pannenhuis. 
Enkele langgevelboerderijen zijn in Schoor nog aanwezig.
Nabij Schoor ligt het natuurreservaat De Vennen, in de vallei van de Grote Nete.

## Verkeer en vervoer
Door Schoor loopt de gewestweg N18 van Balen naar Leopoldsburg.

## Nabijgelegen kernen
Balen, Schoorheide, Olmen.

## Externe bron
- Schoor